# Новокатаєвська сільська рада
Новоката́євська сільська рада (рос. Новокатаевский сельский совет) — муніципальне утворення у складі Бакалинського району Башкортостану, Росія. Адміністративний центр — село Новокатаєво.

## Населення
Населення — 835 осіб (2019, 968 у 2010, 1110 у 2002).

## Склад
До складу поселення входять такі населені пункти:
| Населений пункт    | Населення, осіб (2002) | Населення, осіб (2010) |
| ------------------ | ---------------------- | ---------------------- |
| Новокатаєво, село  | 514                    | 425                    |
| Старокатаєво, село | 596                    | 543                    |